# Vectơ Poynting

Sóng điện từ truyền đi trong không gian

Vectơ Poynting là tích vectơ giữa cường độ điện trường và cường độ từ trường, được đặt tên theo người phát hiện John Henry Poynting. Oliver Heaviside cũng tìm ra vectơ này một cách độc lập.
Vectơ Poynting, thường được ký hiệu là {\displaystyle {\overrightarrow {S}}}, {\displaystyle {\overrightarrow {\Pi }}} hay {\displaystyle {\overrightarrow {P}}}, là vectơ mô tả sự truyền đi của năng lượng sóng điện từ trong môi trường. Chiều của vectơ Poynting là chiều truyền đi của năng lượng (có thể khác với chiều của vectơ truyền sóng {\displaystyle {\overrightarrow {k}}}), còn độ lớn của nó là năng lượng sóng điện từ truyền qua một đơn vị diện tích trong một đơn vị thời gian.
{\displaystyle {\overrightarrow {S}}={\frac {{\overrightarrow {E}}\times {\overrightarrow {B}}}{\mu }}={\overrightarrow {E}}\times {\overrightarrow {H}}}
với {\displaystyle {\overrightarrow {E}}} là cường độ điện trường, {\displaystyle {\overrightarrow {H}}} là cường độ từ trường, {\displaystyle {\overrightarrow {B}}} là cảm ứng từ, {\displaystyle \mu } là hằng số từ môi của môi trường, trong chân không hệ số này là {\displaystyle \mu _{0}}.
Trong trường hợp sóng phẳng, ta có thể viết trung bình của vectơ Poynting theo thời gian dưới dạng:
{\displaystyle \langle {\overrightarrow {S}}\rangle _{T}={\frac {1}{2}}{\mathfrak {Re}}({{\overrightarrow {E}}\times {\overrightarrow {H}}^{*}})}
với khoảng thời gian T lớn hơn một chu kì dao động sóng.
- Định luật Poynting
- Phương trình Maxwell
- Phương trình truyền sóng